# Líbano nos Jogos Olímpicos de Verão de 1948
O Líbano competiu nos Jogos Olímpicos de Verão pela primeira vez nos Jogos Olímpicos de Verão de 1948 em Londres, Inglaterra.